# Kari Juva

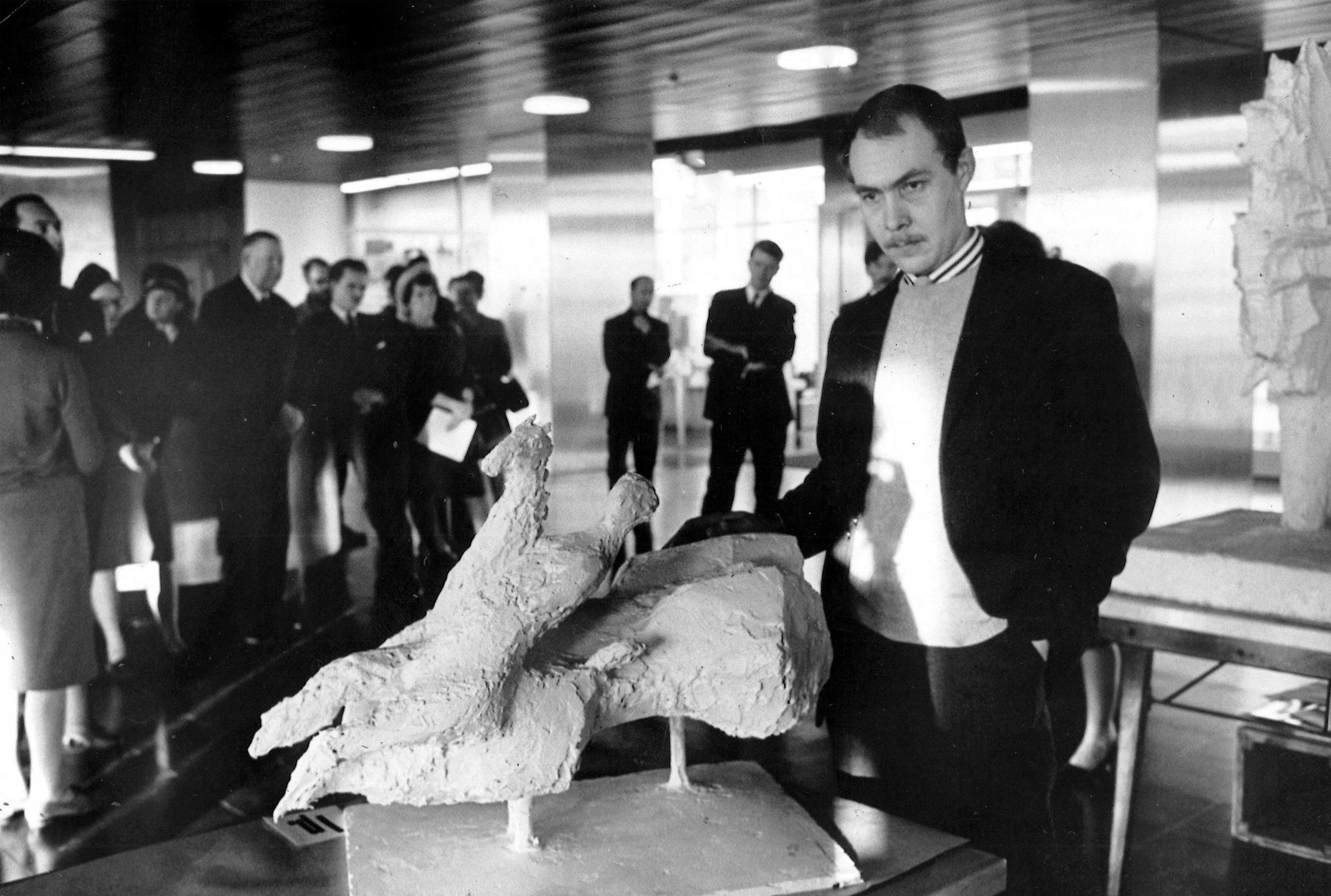
Kari Juva (1966).

Kari Juhani Juva, född 5 januari 1939 i Helsingfors, död 21 april 2014 i Esbo, var en finländsk skulptör och målare. 
Juva studerade vid Konstindustriella yrkesskolan 1961–1964. Han blev främst känd för sina föreställande monumentalskulpturer i brons, men han har också gjort många småskulpturer, bland annat kvinnor och Pegasoshästen är ofta återkommande teman. Bland hans offentliga skulpturer märks Thalia och Pegasos (1970) utanför Helsingfors stadsteater, monumentet Rallargänget över Riihimäki–Sankt Petersburg-banans byggare i Riihimäki (1971), Läsesalen vid Tölö bibliotek (1972), bobollsmonumentet i Jyväskylä (1975), ett monument över Väinö Tanner (1984) och ett arbetarmonument vid Aura å i Åbo (1987). Han utförde även en rad medaljer, bland annat Finska litteratursällskapets 150-årsmedalj (1981) och framträtt som målare med olje- och temperamålningar. Han var ordförande för Finlands bildhuggarförbund 1971–1982.